# Бенеш-Мраз Be-250 Бета-Мајор
Бенеш-Мраз Be-250 Бета-Мајор је био чехословачки спортски и тренажни двоседи нискокрилни авион из 1930-их који је производила компанија Бенеш-Мраз из Хоцењ  која га је произвела 1936 .

## Пројектовање и развој
Ово је био још један модел у низу успешних предратних авиона ове компаније, који је намењен за спортске и школске сврхе. Изграђен је само један прототип. Пројектант овог авиона је био инжењер Павел Бенеш.
За мање од пола године након почетка активности нове компаније, Инж. Павела Бенеш и Инж. Јарослава Мраз, фабрике авиона из  Хоцења, са својим другим прототипом Be-50 Бета Минор, означила је почетак развоја нове  линије савремених тренажних и спортских авиона. Појава мотора са обрнутим цилиндрима у Валтеровом производном програму мотора је омогућила одређену промену у овом пројекту. И тако је за мање од годину дана након авиона Be-50 са мотором Walter Major 4, полетео је модификовани двосед Be-250 Бета Мајор, и као што име каже, са најмоћнијим мотором у понуди Walter , Mikron, Minor, Major .
Бенеш-Мраз Be-250 Бета Мајор је требало да буде најмоћнији авион из серије двоседа „Be”. Мотор Walter Major 4 снаге 88/96 kW (120/130 KS) са двокраким дрвеним елисом био је јак и авион је са њим показао неоспорно значајан квалитет, али у стварности није био тако, јер је патио од нежељених вибрација, посебно у опсегу ниских бројева обртаја. Мотор Walter Major 4 настао је у фабрици Walter 1934. године релативно једноставном модификацијом првог, линијског четвороцилиндричног мотора са обрнутим цилиндрима - мотора Walter Junior 4 (1932).

## Технички опис
Труп авиона је био потпуно направљен од дрвета како носећа конструкција тако и оплата од шперплоче. Предњи део авиона (кљун у који је смешен мотор) је био обложен са алуминијумским лимом. Између мотора и прве кабине налазио се резервоар за гориво запремине 100 литара. Резервоар је противпожарним зидовима био одвојен од мотора и пилотске кабине. У трупу су се налазиле две кабине са основним инструментима смештених на табли испред пилота. Кабине су у трупу авиона смештене у тандем распореду (једна иза друге).
Авион је био опремљен ваздухом хлађени четвороцилиндрични линијски мотор са висећим цилиндрима Walter Major 4 снаге 88/96 kW (120/130 KS) са двокраким дрвеним вучном елисом непроменљивог корака.
Крила авиона су била дрвене конструкције са две рамењаче, обложена дрвеном лепенком сем покретних делова који су имали конструкцију од дуралуминијума обложену дрвеном лепенком. Облик крила је био трапезаст са заобљеним крајем. крило је било управно на труп авиона.
Хоризонтални и вертикални стабилизатори су изведени као дрвене конструкције обложене дрвеном лепенком, док су конструкције покретних делова репа, кормила правца и висине били направљени као конструкције од дуралуминијума обложене платном.
Стајни трап је био класичан, неувлачећи у току лета, са две независне предње ноге са уљаним амортизерима и точковима са нископритисним гумама. Ноге стајног трапа су биле причвршћене испод крила и биле су обложене аеродинамичким облогама ("панталонама"). Трећи точак се налазио испод репа авиона.

## Оперативно коришћење
Нискокрилни авион регистрације (OK-BEN) је први пут полетео 20. јула 1936. за управљачем је био фабрички пилот Јосеф Коукал.  Бенеш-Мраз је покушао да прода авион, али га је незадовољан купац после кратког времена вратио.
Током окупације, пилот немачке комисије оштетио је авион. Из  Хоцења је возом одвезен до Њитре у Словачкој у октобру 1943. године,  и њиме је од тада располагала словачка држава . Може се рећи да је једини из породице авиона компаније Бенеш-Мраз који јр пре рата преживео у Чехословачку,  „ квислиншку “ Словачку и дочекао ослобођење. После Другог светског рата авион је коришћен у тренажне сврхе под ознаком C-25 . Међутим, летео је врло кратко.
Нажалост, и наследници овог авиона завршили су као прототипови у једном примерку: Be-252 Бета Сцолар, Be-501 Биби и Be-502 Биби.

## Земље које су користиле авион
- Чехословачка
- Нацистичка Немачка
- Словачка